# Aleksander Jaśkiewicz
Aleksander Wacław Jaśkiewicz (ur. 29 kwietnia 1933 w Częstochowie, zm. 28 sierpnia 2019 tamże) – polski historyk sztuki i działacz społeczny.

## Życiorys
Był synem Henryka i Heleny. W 1951 ukończył Liceum im. Henryka Sienkiewicza w Częstochowie, w 1958 studia z historii sztuki na Katolickim Uniwersytecie Lubelskim, w 1978 uzyskał doktorat na Wydziale Filozoficzno-Historycznym Uniwersytetu Jagiellońskiego. W latach 1958–2014 pracował w Muzeum Częstochowskim, a w latach 1991–1994 był jego dyrektorem. W Muzeum zgromadził dużą kolekcję malarstwa i grafiki polskiej XX w. W latach 1961–1964 pracował w Państwowym Liceum Sztuk Plastycznych w Częstochowie, a w latach 1982–1992 był wykładowcą historii sztuki w Wyższej Szkole Pedagogicznej w Częstochowie.
Autor artykułów poświęconych środowisku artystycznemu Częstochowy i zabytkom sztuki oraz książek Ikonografia zabytków Częstochowy i okolicy, Grafika polska XX w. w zbiorach Muzeum Częstochowskiego, Artyści Częstochowy 1850-1960, Kościoły drewniane okolic Częstochowy, przewodnika po Jasnej Górze oraz Krzyże i kapliczki przydrożne Częstochowy i okolic i ta ostatnia była darem miasta dla papieża Jana Pawła II.
Laureat Nagrody im. Karola Miarki (1990), Nagrody Prezydenta Miasta Częstochowy w dziedzinie historii kultury (1991), członek Częstochowskiego Towarzystwa Naukowego, Klubu Inteligencji Katolickiej i Akcji Katolickiej.